# Bien de Interés Cultural
Das spanische Gesetzbuch Del patrimonio histórico Español
(Vom historischen Erbe Spaniens) bezeichnet geschütztes Kulturgut als Bien de Interés Cultural. In das Register können nicht nur materielle Güter aufgenommen werden, sondern auch Kenntnisse und Tätigkeiten, die eine bedeutende kulturelle Tradition des spanischen Volkes ausdrücken (Immaterielles Kulturerbe).

## Rechtliche Grundlagen
Der Schutz von Kulturgütern wurde in Spanien bis zum Jahr 1985 durch verschiedene Einzelgesetze geregelt. Die Verfassung der Zweiten Spanischen Republik aus dem Jahr 1931 enthielt im Artikel 45 bereits den Auftrag des Staates, das historische und künstlerische Erbe des Landes zu erhalten. In der Verfassung von 1978 wurde der Schutz von Kulturgut in Artikel 46 festgeschrieben. Der Verfassungsauftrag wurde im Jahr 1985 durch ein umfassendes Gesetzbuch erfüllt. Dort wurde auf Teile der bis dahin geltenden Gesetze ausdrücklich Bezug genommen. Eine Durchführungsverordnung aus dem Jahr 1986 regelt die einheitliche Durchführung des Gesetzes im ganzen Königreich und die Einrichtung der notwendigen staatlichen Behörden. Die einzelnen Comunidades Autónomas haben zusätzlich Regelungen für ihre Gebiete getroffen. Abgesehen von einigen Sonderbereichen, wie z. B. die Schatztaucherei in den Küstengewässern, liegt die Verantwortung für den Schutz von Kulturgütern bei den Comunidades Autónomas, die dabei von den Kommunalbehörden (Ayuntamientos) unterstützt werden sollen.

## Einteilung der Kulturgüter
Das Gesetz von 1985 teilt die Kulturgüter in verschiedene Kategorien ein:
- Bienes inmuebles (Ortsgebundene Kulturgüter)
  - Monumento histórico
  - Jardín histórico
  - Conjunto histórico
  - Sitio histórico
  - Zona arqueológica
- Bienes muebles (Transportable Kulturgüter)
- Patrimonio etnográfico (Völkerkundliches Erbe)
- Patrimonio documental y bibliográfico (Dokumentarisches und bibliographisches Erbe)

### Bienes inmuebles
Als Bienes inmuebles werden alle nicht transportablen Kulturgüter bezeichnet. Dabei handelt es sich in erster Linie um Monumentos históricos (Baudenkmale). Maßgebend für die Erklärung zum Bien de Interés Cultural Categoría Monumento ist nicht das Alter des Bauwerkes, sondern allein seine architektonische oder konstruktive Besonderheit. Auch Plastiken oder Skulpturen ab einer Größe, die einen Transport ohne Schaden für das Objekt nicht zulassen, werden in die Liste der Bienes de Interés Cultural Categoría Monumento eingetragen.
Der Zeitpunkt der Erschaffung ist auch bei den Jardínes históricos nicht unbedingt maßgebend. Von Bedeutung für die Erklärung als Bien de Interes Cultural ist hier der ästhetische, gefühlsmäßige oder botanische Wert.
Bei den Conjuntos históricos handelt es sich meist um klar abgegrenzte Bereiche einer Schlossanlage oder einer Stadt. Es können aber auch einzelne Gebäude außerhalb dieser Grenzen als islotes (Inseln) einbezogen werden.
Die Sitios históricos sind einerseits Gebiete, an denen sich besondere Anlagen befinden (z. B. Minas de Riotinto) oder an denen besondere Ereignisse stattgefunden haben oder regelmäßig stattfinden (z. B. Alfombras de La Orotava). Als Sitios históricos werden andererseits auch Gebiete bezeichnet, in denen besondere Techniken (z. B. Turrones de Tacoronte) oder Bräuche  (z. B. Silbo de la Gomera, El Pino de la Virgen) gepflegt werden.

### Bienes muebles
Alle „Bienes muebles“ (nicht ortsfeste Kunstwerke) des Landes sollen in einem zentralen Register (Inventario general) erfasst werden, egal ob diese Kunstwerke zum „Bien de Interés Cultural“ erklärt wurden oder nicht. Dabei spielt es auch keine Rolle, ob sich die Kunstwerke in privater Hand, im Besitz der Kirche oder von Körperschaften des öffentlichen Rechtes befinden. Alle Kunstwerke, die als Bien mueble de Interés Cultural oder auch nur im Inventario general erfasst wurden und im Eigentum der Kirche oder einer Körperschaft des öffentlichen Rechts sind, dürfen nicht in den Handel gelangen. Sie können nur an den Staat, eine andere kirchliche Einrichtung oder Körperschaft des öffentlichen Rechtes im Inland übereignet werden.

### Patrimonio etnográfico (Völkerkundliches Erbe)
Zum Völkerkundlichen Erbe zählen nicht nur bewegliche und ortsfeste Kulturgüter, sondern auch Kenntnisse und Tätigkeiten, die als eigenartige Ausdrucksformen der Tradition des spanischen Volkes auftreten. Diese Traditionen sollen gefördert werden und dort, wo sie bedroht sind, wenigstens dokumentiert werden, um sie der Nachwelt zu erhalten. Dabei kann es sich um Arbeitstechniken (z. B. Textil- oder Holzverarbeitung) ästhetische Gewohnheiten (z. B. bestimmte Dekorationsmuster, Trachten) oder auch Spiele und Sportarten (z. B. Salto de Pastores) handeln. In die Liste der Bienes de Interés Cultural werden Bienes de Patrimonio etnográfico als Sitio Histórico für die Landschaften und Gebiete eingetragen, in denen sie anzutreffen sind oder anzutreffen waren.

### Patrimonio documental y bibliográfico (Dokumentarisches und bibliographisches Erbe)
Das Gesetz beinhaltet einen besonderen Schutz von Archiven, Bibliotheken und Museen. Durch eine genaue Definition sollen alle Arten von historischen Dokumenten geschützt werden, egal ob sie sich in privater Hand, im Besitz von kirchlichen oder sonstigen öffentlichen oder staatlichen Institutionen befinden. Nicht nur der Bestand der Bibliotheken und Museen, sondern auch ihre Gebäude fallen unter den Schutz des Gesetzes.

## Verfahren zur Erklärung eines Kulturgutes zum Bien de Interés Cultural
Kulturgüter, die vor Inkrafttreten des Gesetzbuches „Del patrimonio histórico Español“ also vor 1985 zum Monumento Nacional erklärt wurden, werden in den Übergangsbestimmungen des Gesetzes zu Bienes de Interés Cultural erklärt. Diese Regelung betrifft einerseits einzeln benannte Gebäude und Gebäudeensembles, andererseits auch alle Befestigungsanlagen (castillos), Mauern (murallas) und Türme (torreones) und deren Ruinen, darüber hinaus alle an Gebäuden angebrachten Wappen oder Zeichen, eine besondere Art von Wegkreuzen (Cruz de término) an den Grenzen der Stadtgebiete und besondere im Nordwesten Spaniens vorkommende Kornspeicher (Hórreo) jeweils dann, wenn sie älter als einhundert Jahre sind. Generell unter Denkmalschutz stehen seit 1985 auch alle Orte, an denen sich Felszeichnungen befinden.
Das Verfahren, das dazu führt, dass ein Gebäude, ein Garten, ein Bild oder eine örtliche Tradition zum Bien de Interés Cultural erklärt wird, ist in der Ausführungsverordnung von 1986 geregelt. Die Comunidades Autónomas beginnen von sich aus oder auf Antrag einer beliebigen Person (eine Beziehung zum Objekt muss bei dem Antragsteller nicht gegeben sein) die Untersuchungen darüber, ob ein Objekt, egal ob es sich in öffentlichem oder privatem Eigentum befindet, zum Bien de Interés Cultural erklärt werden soll. Das Kultusministerium in Madrid beginnt ebenso von sich aus oder auf Antrag einer beliebigen Person die Überprüfung der Feststellung ob ein Objekt zu der bereits von 1985 durch Gesetz geschützten Objektgruppe gehört. (Ist diese Ruine eine Ruine einer Burg die damit unter Schutz steht oder handelte es sich „nur“ um ein unbefestigtes Herrenhaus?) Darüber hinaus ist das Kultusministerium in Madrid zuständig für alle Objekte, die sich im Eigentum des spanischen Staates befinden oder auch für verschiedene archäologische Fundstellen an Land und im Wasser. Mit Beginn der Untersuchung wird das Objekt vorbeugend in die Liste der Bienes de Interés Cultural eingetragen. Das betrifft nicht nur das Objekt selber, sondern auch andere mit ihm verbundene oder ihm zuzuordnende Objekte. (z. B. nicht nur das Gebäude des Rathauses ist betroffen, sondern auch die transportablen Gemälde und Plastiken innerhalb des Gebäudes, das Mobiliar des Sitzungssaales, die geschnitzten Türen und die schmiedeeisernen Treppengeländer.) Alle Betroffenen (Eigentümer, Besitzer, Nachbarn, Stadtverwaltung usw.) werden von der Eintragung benachrichtigt und die vorläufigen Gründe für die Eröffnung der Untersuchung werden im Gesetz- und Verordnungsblatt (Boletín Oficial) veröffentlicht. Das Objekt bleibt in diesem vorläufigen Zustand eingetragen, bis es entweder zum Bien de Interés Cultural erklärt wird oder definitiv nicht als solches bezeichnet werden kann. Diese Entscheidung zieht sich häufig über Jahre hin. Die Untersuchung wird von Gremien durchgeführt, deren Zusammensetzung in der Rechtsverordnung genau festgelegt ist. Diesen Gremien gehören auch Fachleute an, die nicht Beschäftigte der zuständigen Behörden sind.
Im Anhang der Durchführungsverordnung gibt es Fragenkataloge die verwendet werden sollen, um die zu untersuchenden Objekte zu beschreiben und zu qualifizieren. Dabei geht es nicht nur um das Alter, den Erhaltungszustand eines Objektes oder die Höhe des künstlerischen Wertes, sondern auch um seine gesellschaftliche Bedeutung und um seine Bedeutung für die Umgebung. Dabei können z. B. bei der Abgrenzung des Gebäudes auch Nachbargebäude einbezogen werden, um zu verhindern, dass das Objekt wie ein Fremdkörper in einer unangemessenen Umgebung steht. Die Fragenkataloge sollen eine objektive Beurteilung fördern und die Gründe für die Entscheidung für oder gegen eine Qualifikation als Bien de Interés Cultural transparent machen. Das Ergebnis der Untersuchung wird (als Abarbeitung dieser Fragenkataloge) als Begründung der Entscheidung im Gesetz- und Verordnungsblatt der jeweiligen Comunidad Autónoma veröffentlicht. Bereits bei der vorbeugenden Eintragung und auch in allen weiteren Stadien des Verfahrens kann gegen jeden Teil einer Entscheidung Widerspruch erhoben werden. Auch für einen Widerspruch bedarf es nicht des Nachweises der Betroffenheit. (d. h. jeder kann z. B. einwenden, dass die Bezeichnung des Kulturgutes nicht zutreffend oder dass die Einordnung oder stilistische Zuordnung fehlerhaft oder die gesellschaftlichen Zusammenhänge nicht gegeben sind.) In Streitfällen kommt es zu einer Gerichtsentscheidung, die natürlich auch im Gesetz- und Verordnungsblatt veröffentlicht wird.

## Weitere Regelungen
Das Gesetz enthält darüber hinaus Regelungen, die einen Export von Kulturgütern (ähnlich dem deutschen Kulturgutschutzgesetz) verhindern und die Finanzierung des Kulturschutzes sicherstellen sollen, sowie die Androhung von Sanktionen bei Verstößen gegen das Gesetz.